# Dolmen von Rostellan

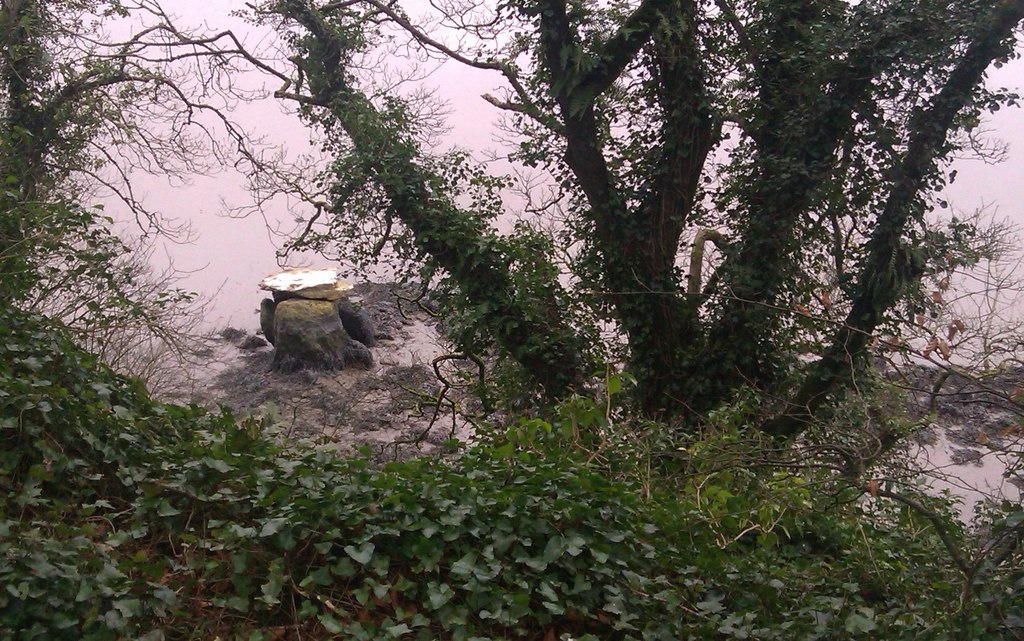
Dolmen von Rostellan

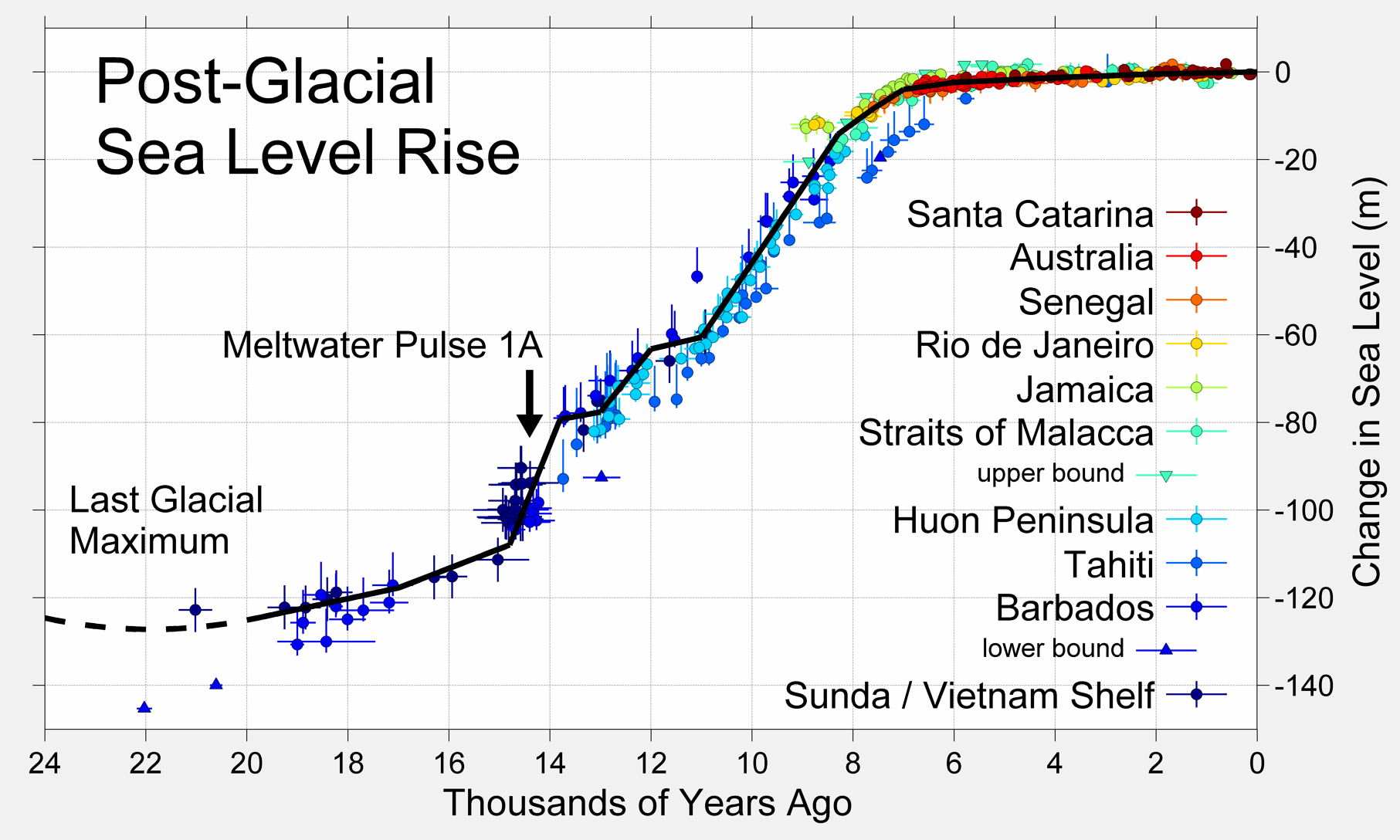
Anstieg des Meeresspiegels in den letzten 24.000 Jahren. Seit dem Bau der Anlage etwa 4000 v. Chr. stieg er mehr um etwa fünf Meter

Der Dolmen von Rostellan (auch Carraig a’ Mhaistín genannt) im Townland Rostellan (irisch Ros Tialláin) im County Cork in Irland ist ein in der Gezeitenzone liegendes Portal Tomb, (englisch inter-tidal-tomb), das nur bei Ebbe zugänglich ist. Als Portal Tombs werden in Irland und Großbritannien Megalithanlagen bezeichnet, bei denen zwei gleich hohe, aufrecht stehende Steine mit einem Türstein dazwischen, die Vorderseite einer Kammer bilden, die mit einem zum Teil gewaltigen Deckstein bedeckt ist.
Der Rostellan Dolmen befindet sich an der Küste des Saleen Creek im Osten des Cork Harbour, am Rande eines Waldes. 
Lange Zeit war nicht sicher, ob es sich hierbei um ein Portal Tomb oder auch, ob es sich überhaupt um eine originäre megalithische Struktur handelt. Nach neueren Untersuchungen wird der Dolmen aber als gesichertes Portal Tomb eingestuft.
Der etwa 1,8 m lange Deckstein, der auf den beiden 2,0 m hohen und 1,5 m breiten Portalsteinen ruht, wird nicht mehr von Endstein gestützt, wie es bei dem Typ allgemein der Fall ist. Es ist auch insofern einzigartig, da es sich nach Osten öffnet und nicht mit Blick auf die untergehende Sonne, wie die anderen Portal Tombs. Anhand der Gezeitenmarken auf den Steinen scheint das Denkmal bei Flut etwa zwei Drittel unter Wasser zu liegen. Es ist ein ungewöhnliches Beispiel, das aber im Passage Tomb auf Ringarogy Island im selben County und in der Bretagne seine Parallelen hat.
Aufgrund des Anstiegs des Meeresspiegels seit der Errichtung des Dolmens vor etwa 4000 v. Chr. kann man davon ausgehen, dass der einzige erhaltene Inter-tidal-Dolmen Irlands seinerzeit auf trockenem Land lag.